# Choanocyt

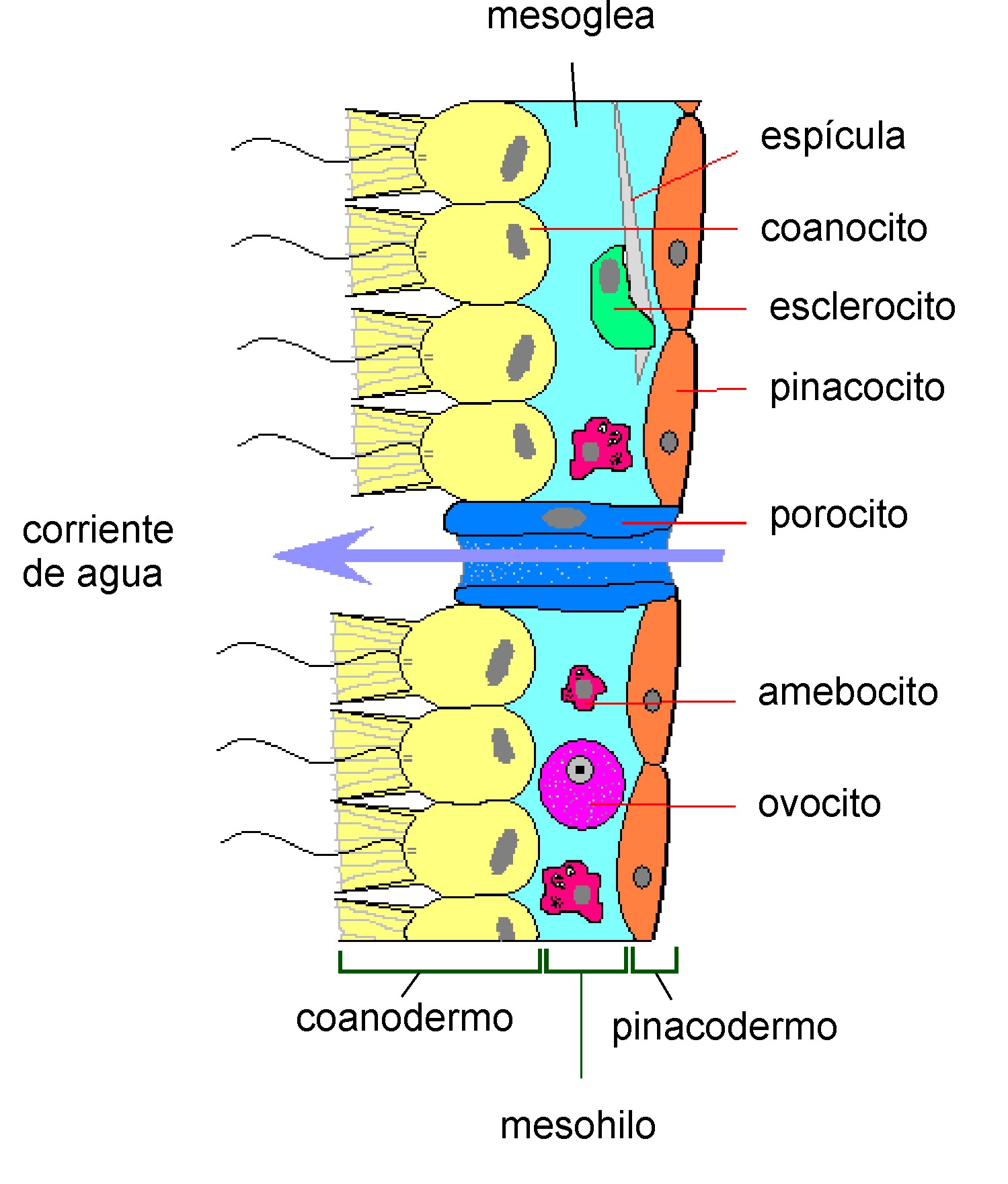
Průřez stěnou askonní houby s ostií, žlutými choanocyty a šipkou ukazující proudění vody

Choanocyt či také límečková buňka je buňka, pomocí nichž přijímají potravu primitivní živočichové z kmene houbovci (Porifera). Je jimi vystlána vnitřní trávicí dutina houby. Mají tvar kuželu s límečkem a bičíkem, jehož kmitání vytváří proud vody s částečkami potravy od přijímacích otvorů (ostie) k otvoru vyvrhovacímu (oskulum). Potrava se zachytává na jejich límečcích, a je předávána amoebocytům, které mají schopnost fagocytózy a roznáší potravu po těle.
Podobné buňky mají i koloniální prvoci trubénky (Choanoflagellata), blízcí příbuzní živočichů.

## Choanocyty v různých tělních typech houbovců
Rozlišují se tři typy uspořádání těla houbovců:
- ascon – nejjednodušší typ, choanocyty jsou jen uvnitř tělní dutiny;
- sycon – choanocyty jsou soustředěny v přívodních kanálcích (ostiích), které bývají částečně rozšířeny do komůrek;
- leucon – mohutně zesílená stěna (velké zvětšení objemu) protkána sítí kanálků (tzv. alveoly) spojujících mezi sebou komůrky vystlané choanocyty; v 1 mm³ je vytvořeno až 10 000 komůrek, v každé asi 50 choanocytů; v evoluci jsou nejdále především tím, že dokázaly zvětšit trávicí plochu, a to vchlípením a vytvořením komůrek.